# Lipotriches spinulifera
Lipotriches spinulifera är en biart som först beskrevs av Cockerell 1933.  Lipotriches spinulifera ingår i släktet Lipotriches och familjen vägbin. Inga underarter finns listade i Catalogue of Life.